# 今日のつづきが未来になる
「今日のつづきが未来になる」（きょうのつづきがみらいになる）は、2016年5月25日に発売されたTHE ALFEE65枚目のシングル。

## 概要
日本テレビ系列『ぶらり途中下車の旅』エンディング・テーマ。日本テレビ制作番組のタイアップは、「LOVE NEVER DIES」（水曜ドラマ『奇跡のロマンス』・1996年）以来20年振りとなった。
カップリング『風の翼』は2016年第35回大阪国際女子マラソンイメージソング。
本作は、ジャケットとボーナストラックの異なる初回限定盤3種類と通常盤の4形態で発売。
各盤ボーナストラック3曲目のライヴ・ヴァージョンは2015年7月26日「さいたまスーパーアリーナ」にて行われた『Best Hit Alfee 2015「One Night Circle」』で演奏された楽曲である。
今作がオリコントップ10入りしたことにより「シングル50作連続トップ10入り」を達成（詳しくは「記録」参照）。

## 収録曲
通常盤：TYCT-30057 
1. 今日のつづきが未来になる
作詞・作曲：高見沢俊彦 / 編曲：高見沢俊彦 with 鎌田雅人
2. 風の翼
作詞・作曲：高見沢俊彦 / 編曲：高見沢俊彦 with 鎌田雅人
3. 幻想 〜ILLUSION〜 (Live at SAITAMA SUPER ARENA Jul. 26, 2015)
作詞・作曲：高見沢俊彦 / 編曲：THE ALFEE
4. 今日のつづきが未来になる (Original Instrumental)

初回限定盤A：TYCT-39039
※ジャケットイラストは漫画家の喜久屋めがねが手掛けた。
1. 今日のつづきが未来になる
2. 風の翼
3. CATCH THE WIND (Live at SAITAMA SUPER ARENA Jul. 26, 2015)
作詞・作曲：高見沢俊彦 / 編曲：THE ALFEE
4. 今日のつづきが未来になる (Original Instrumental)

初回限定盤B：TYCT-39040
※タイトル文字は桜井の手書き。
1. 今日のつづきが未来になる
2. 風の翼
3. 愛の鼓動 (Live at SAITAMA SUPER ARENA Jul. 26, 2015)
作詞・作曲：高見沢俊彦 / 編曲：THE ALFEE
4. 今日のつづきが未来になる (Original Instrumental)

初回限定盤C：TYCT-39041
1. 今日のつづきが未来になる
2. 風の翼
3. やさしい黄昏 (Live at SAITAMA SUPER ARENA Jul. 26, 2015)
作詞・作曲：高見沢俊彦 / 編曲：THE ALFEE
4. 今日のつづきが未来になる (Original Instrumental)

## 記録
1983年のシングル「メリーアン」から今作まで50作連続オリコン週間ランキングのトップ10入りという快挙を達成した。アーティスト歴代単独2位。初週2.8万枚を売り上げ、6月6日付オリコン週間シングルランキング3位に初登場した 。

## 収録アルバム
| 曲名                     | 収録アルバム          | 発売年月日     | Track No. |
| ------------------------ | --------------------- | -------------- | --------- |
| 今日のつづきが未来になる | Battle Starship Alfee | 2019年6月26日  | 9         |
| 風の翼                   | Last Run!             | 2018年12月19日 | Disc1-3   |